# Бутиньи, Робер
Робе́р Бутиньи́ (фр. Robert Boutigny; 24 июля 1927, Villeneuve-le-Roi — 22 июля 2022, Фрежюс) — французский гребец-каноист, выступал за сборную Франции в конце 1940-х — начале 1950-х годов. Бронзовый призёр летних Олимпийских игр в Лондоне, чемпион мира, победитель регат национального и международного значения.

## Биография
Робер Бутиньи родился 24 июля 1927 года в коммуне Вильнёв-ле-Руа, департамент Валь-де-Марн.
Благодаря череде удачных выступлений удостоился права защищать честь страны на летних Олимпийских играх 1948 года в Лондоне, участвовал здесь в зачёте одиночных каноэ на дистанции 10 000 метров — в итоге финишировал в финале третьим, проиграв спортсменам из Чехословакии и Канады, и завоевал тем самым бронзовую медаль.
В 1950 году Бутиньи побывал на чемпионате мира в Копенгагене, откуда привёз награды серебряного и золотого достоинства, выигранные в одиночках на тысяче и десяти тысячах метрах соответственно. Будучи одним из лидеров французской национальной сборной, благополучно прошёл квалификацию на Олимпийские игры 1952 года в Хельсинки, где, тем не менее, попасть в число призёров не сумел, в решающем десятикилометровом заезде одиночных каноэ показал на финише восьмой результат.
После хельсинкской Олимпиады Робер Бутиньи вскоре принял решение завершить карьеру профессионального спортсмена, уступив место в сборной молодым французским гребцам.
Скончался 22 июля 2022 года.